# پل رولت
پل رولت (انگلیسی: Paul Reulet؛ زادهٔ ۱۴ ژانویهٔ ۱۹۹۴) بازیکن فوتبال اهل فرانسه است.
وی همچنین در تیم ملی فوتبال زیر ۱۸ سال فرانسه بازی کرده‌است.